# San Martín del Rojo
San Martín del Rojo es una localidad situada en la provincia de Burgos, comunidad autónoma de Castilla y León (España), comarca de Las Merindades, partido judicial de Villarcayo, ayuntamiento de Valle de Manzanedo.

## Geografía
En el valle de Manzanedo; a 13 km de Villarcayo, cabeza de partido, y a 76 de Burgos. En la carretera BU-V-5744. Autobús, Burgos-Espinosa de los Monteros, en Incinillas, a 6 km.

## Demografía
En el censo de 1950 contaba con 78 habitantes, reducidos a 7 en 2024.

## Historia
Lugar con su barrio de Quintana del Rojo, en el partido de Valle de Manzanedo, uno de los cuatro partidos en que se dividía la Merindad de Valdivielso perteneciente al Corregimiento de las Merindades de Castilla la Vieja, jurisdicción de realengo con regidor pedáneo.
A la caída del Antiguo Régimen queda agregado al ayuntamiento constitucional de Valle de Manzanedo, en el partido de Villarcayo en la región de Castilla la Vieja.

## Patrimonio
- Iglesia de la Asunción de Nuestra Señora: Modesto pero bien conservado edificio románico (segunda mitad del siglo XII) de planta basilical levantado en buena sillería, cuya estructura románica sólo se ha visto alterada por el añadido de una espadaña barroca.[4] Su preocupante estado de conservación motivó su inclusión en 2005 en el Plan de Intervención del Románico Norte de la Junta de Castilla y León. En 2012 la fundación Santa María la Real presupuestó 130.000 € destinados a un proyecto de restauración del templo.[5]

## Parroquia
Iglesia católica de la Asunción de Nuestra Señora, dependiente de la parroquia de Manzanedo en el Arcipestrazgo de Merindades de Castilla la Vieja , diócesis de Burgos.